# Ratgers
Ratgers is een familienaam die niet veelvuldig voorkomt in Nederland. De naam Ratgers is sinds 1841 in Nederland. Geert Jans Ratgers geboren te Nordhorn (Duitsland) trouwde met de Nederlandse Alida Geertruida Scheve en ging wonen in de Groningse gemeente Pekela. Ratgers kan ook als Rutgers geschreven worden.